# Шулепова, Юлия Тимофеевна
Ю́лия Тимофе́евна Шуле́пова (род. 11 мая 1965, Ленинград, СССР) — непрофессиональная актриса советского кино. Получила известность, исполнив двойную роль пионерки Любы и принца Чихальи в двухсерийном телевизионном фильме Игоря Усова «Весёлое сновидение, или Смех и слёзы» (1976) по пьесе Сергея Михалкова «Смех и слёзы». Снялась в эпизодических ролях в фильме Игоря Усова «Сегодня или никогда» (1978) по роману Бориса Никольского «Жду и надеюсь» и телесериале Искандера Хамраева «Соль земли» (1978) по одноимённому роману Георгия Маркова.
Окончила ленинградскую среднюю школу № 183 (1982), Ленинградский государственный институт театра, музыки и кинематографии (ЛГИТМИК). Живёт в Выборге. Работает преподавателем английского языка в Санкт-Петербургском государственном институте кино и телевидения (СПбГУКиТ).
Муж — российский рок-музыкант, гитарист группы «Аквариум» Алексей Зубарев.

## Фильмография
| Год  |    | Название                             | Роль                      |
| ---- | -- | ------------------------------------ | ------------------------- |
| 1976 | тф | Весёлое сновидение, или Смех и слёзы | Люба/принц «Чихалья»      |
| 1978 | ф  | Сегодня или никогда                  | ведущая учебного концерта |
| 1978 | с  | Соль земли                           | дочь Строгова             |

1. ↑  В титрах — Юля Шулемова.